# Schlacht bei Wesenberg (1704)
1. Phase: Schwedische Dominanz (1700–1709)
Dänischer Kriegsschauplatz (1700)
Humlebæk • Tönning I 
Livländ./ Estnischer Kriegsschauplatz (1700–1708)
Riga I • Jungfernhof • Varja • Pühhajoggi • Narva • Petschora • Düna • Rauge • Erastfer • Hummelshof • Embach • Tartu • Narva II • Wesenberg I • Wesenberg II
Ingermanländ./ Finnischer Kriegsschauplatz (ab 1701)
Archangelsk • Ladogasee • Nöteborg • Nyenschanz • Newa • Systerbäck • Petersburg • Wyborg I • Porvoo • Newa II • Koporje II • Kolkanpää
Litauisch-weißrussischer Kriegsschauplatz (1702–1706)
Vilnius • Saladen • Jakobstadt • Gemauerthof • Mitau • Grodno I • Olkieniki • Njaswisch • Klezk • Ljachawitschy
Polnischer Kriegsschauplatz (1702–1706)
Klissow • Pułtusk • Thorn • Lemberg • Warschau • Posen • Punitz • Tillendorf • Rakowitz • Praga • Fraustadt • Kalisch 
Russischer Kriegsschauplatz (1708–1709)
Grodno II • Golowtschin • Moljatitschi • Rajowka • Lesnaja • Desna • Baturyn • Koniecpol • Weprik • Opischnja • Krasnokutsk • Sokolki • Poltawa I • Poltawa II
2. Phase: Schweden in der Defensive (1710–1721)
Baltischer und Finnischer Kriegsschauplatz (bis 1714)
Riga II • Wyborg II • Pernau • Kexholm • Reval • Hogland • Pälkäne • Storkyro • Nyslott • Hanko 
Schwed./Norwegischer Kriegsschauplatz (1710–1721)
Helsingborg • Køge-Bucht • Bottnischer Meerbusen • Frederikshald I • Dynekilen-Fjord • Göteborg I • Strömstad • Trondheim • Frederikshald II • Marstrand • Ösel • Göteborg II • Södra Stäket • Grönham • Sundsvall
Norddeutscher Kriegsschauplatz (1711–1716)
Elbing • Wismar I • Lübow • Stralsund I • Greifswalder Bodden I • Stade • Rügen • Gadebusch • Altona • Tönning II • Stettin • Fehmarn • Wismar II • Stralsund II • Jasmund • Peenemünde • Greifswalder Bodden II • Stresow 
In der Schlacht bei Wesenberg (estnisch Rakvere) im Großen Nordischen Krieg am 26. Juni 1704 besiegte eine russische Streitkraft unter Carl von Rönne eine schwedische Abteilung unter Kommando von Wolmar von Schlippenbach.

## Vorgeschichte
| \| Schlacht bei Wesenberg (1704) \| |
| Lage des Schlachtfeldes             |
| Schlacht bei Wesenberg (1704)       |

Seit 1702 gab es keine schwedische Armee mehr außerhalb der Festen Plätze in Schwedisch-Livland und Schwedisch-Estland. Erkundungen und Operationen außerhalb der Festungen durch die Schweden fanden nur in kleinerem und begrenzten Maßstab statt. Zum Gefecht stellten sich die Schweden nach den verheerenden Niederlagen bei Erastfer und bei Hummelshof nicht mehr. Das Hauptquartier der schwedischen Truppen im Baltikum war seit 1702 Reval gewesen. Wesenberg liegt genau im Zentrum zwischen Reval (100 Kilometer) und dem bedrohten Narva (115 Kilometer) und konnte von beiden Orten auf der gleichen Straße erreicht werden.
1704 griffen überlegene russische Truppen die schwedischen Festungen von Narva und Dorpat an und belagerten sie. Generalmajor von Rönne wurde mit seinen etwa 8000 Mann starken russischen Truppen von Narva in Richtung Rakvere (Wesenberg) geschickt, um die Truppen von General von Schlippenbach die von Reval anmarschierten und sich bei Wesenberg postierten, aufzuhalten. Zu den Motiven der Schweden findet sich in der Literatur kein Hinweis. Es ist anzunehmen, dass die 1400 Mann starke schwedische Abteilung der belagerten Stadt Narva, die weiter östlich von Wesenberg liegt, zu Hilfe kommen wollte.

## Schlachtverlauf

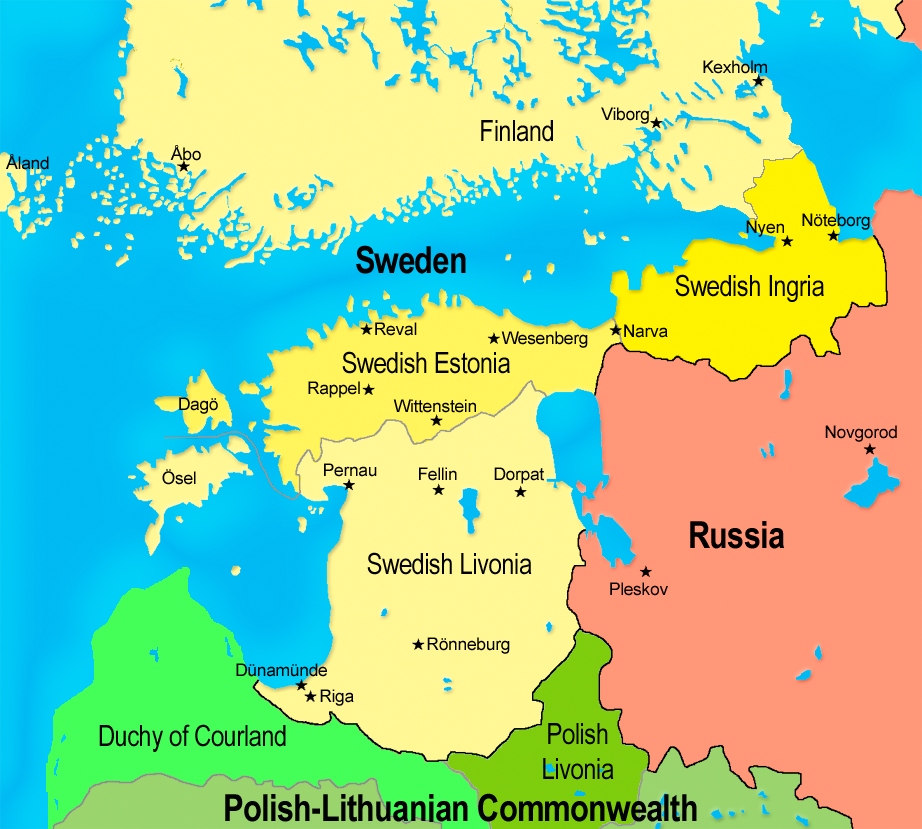
Die schwedischen Besitzungen im Baltikum

Die Schlacht fand in der Nähe des Ortes Rakvere statt. Von Schlippenbach marschierte mit seinen Truppen in solcher Eile, dass die Schweden weit auseinandergezogen waren. Die Dragonerregimenter von Generalmajor von Rönne griffen die Vorhut der Schweden an und schlugen sie in die Flucht. Dabei machten sie etwa 50 Gefangene und erbeuteten mehrere Fahnen sowie zwei leichte Kanonen.
Die schwedische Kavallerietruppe drohte in dem Gefecht völlig aufgerieben zu werden. General von Schlippenbach zog sich mit den Rest der Truppe vor der Übermacht der Russen unter die Kanonen der Festung von Reval (Tallinn) zurück. Lediglich 400 Schweden entkamen, der Rest wurde gefangen genommen oder im Gefecht getötet.

## Folgen der Schlacht
Nach der Eroberung der Stadt Narva zog der schwedische Generalgouverneur von Estland sämtliche Truppen nach Reval zurück und gab den Rest der Provinz den russischen Streifkommandos preis. Die Russen verwüsteten in der Folge weite Teile von Livland und Estland. Auch das Städtchen Rakvere wurde ausgeplündert und anschließend niedergebrannt. Die schwedischen Kräfte im Baltikum waren ihrerseits zu schwach um eine wirkungsvolle Verteidigung des Landes aufrechtzuerhalten. Mit dem Rückzug der Armee von Schlippenbachs konnten die Russen ihre Vormachtstellung in Estland und Teilen von Livland festigen.